# Естонија на Светском првенству у атлетици у дворани 2018.
Естонија је на 17. Светском првенству у атлетици у дворани 2018. одржаном у Бирмингему од 1. до 4. марта учествовала четрнаести пут, односно учествовала је под данашњим именом на свим првенствима од 1993. до данас. Репрезентацију Естоније представљала су два атлетичара (1 мушкарац и 1 жена), који су се такмичили у две дисциплине (1 мушка и 1 женска).,
На овом првенству Естонија је по броју освојених медаља делила 24 место 1 освојеном медаљом (1 бронзана).
У табели успешности према броју и пласману такмичара који су учествовали у финалним такмичењима (првих 8 такмичара) Естонија је са 2 учесника у финалу делила 30. место са 7 бодова.
| Плас. | Земља    | 1. место | 2. место | 3. место | 4. место | 5. место | 6. место | 7. место | 8. место | Бр. финал. | Бод. |
| ----- | -------- | -------- | -------- | -------- | -------- | -------- | -------- | -------- | -------- | ---------- | ---- |
| =30.  | Естонија | 0        | 0        | 1        | 0        | 0        | 0        | 0        | 1        | 2          | 7    |

## Учесници
| Мушкарци: - Мајкел Уибо — Седмобој | Жене: - Ксенија Балта — Скок удаљ |  |

## Резултати

### Мушкарци

#### Седмобој
| Дисциплина   | Мајкел Уибо | Мајкел Уибо | Мајкел Уибо | Мајкел Уибо | Мајкел Уибо | Мајкел Уибо |
| Дисциплина   | Лич. рек.   | Рез.        | Бод.        | Плас.       | Укупно      | Плас.       |
| ------------ | ----------- | ----------- | ----------- | ----------- | ----------- | ----------- |
| 60 м         | 7,16        | 7,20 ЛРС    | 813         | 11.         | 813         | 11.         |
| Скок удаљ    | 7,37        | 7,41 ЛР     | 913         | 2.          | 1.726       | 2.          |
| Бацање кугле | 14,53       | 14,30       | 747         | 7.          | 2.473       | 8.          |
| Скок увис    | 2,15        | 2,17 ЛР     | 963         | 1.          | 3.436       | 3.          |
| 60 м препоне | 8,25        | 8,19 ЛР     | 935         | 7.          | 4.371       | 4.          |
| Скок мотком  | 5,20        | 5,30 ЛР     | 1.004       | 2.          | 5.375       | 4.          |
| 1.000 м      | 2:39,72     | 2:38,51 ЛР  | 890         | 2.          | 6.265       | 3.          |
| Укупно       | 6.044       |             |             |             | 6.265 ЛР    |             |

### Жене
| Атлетичарка   | Дисциплина | Лични рекорд | Квалификација | Квалификација | Финале   | Финале | Детаљи |
| Атлетичарка   | Дисциплина | Лични рекорд | Резултат      | Место         | Резултат | Место  | Детаљи |
| ------------- | ---------- | ------------ | ------------- | ------------- | -------- | ------ | ------ |
| Ксенија Балта | Скок удаљ  | 6,87 НР      |               |               | 6,57     | 8 / 13 |        |